# Enriqueta Estela Barnes de Carlotto

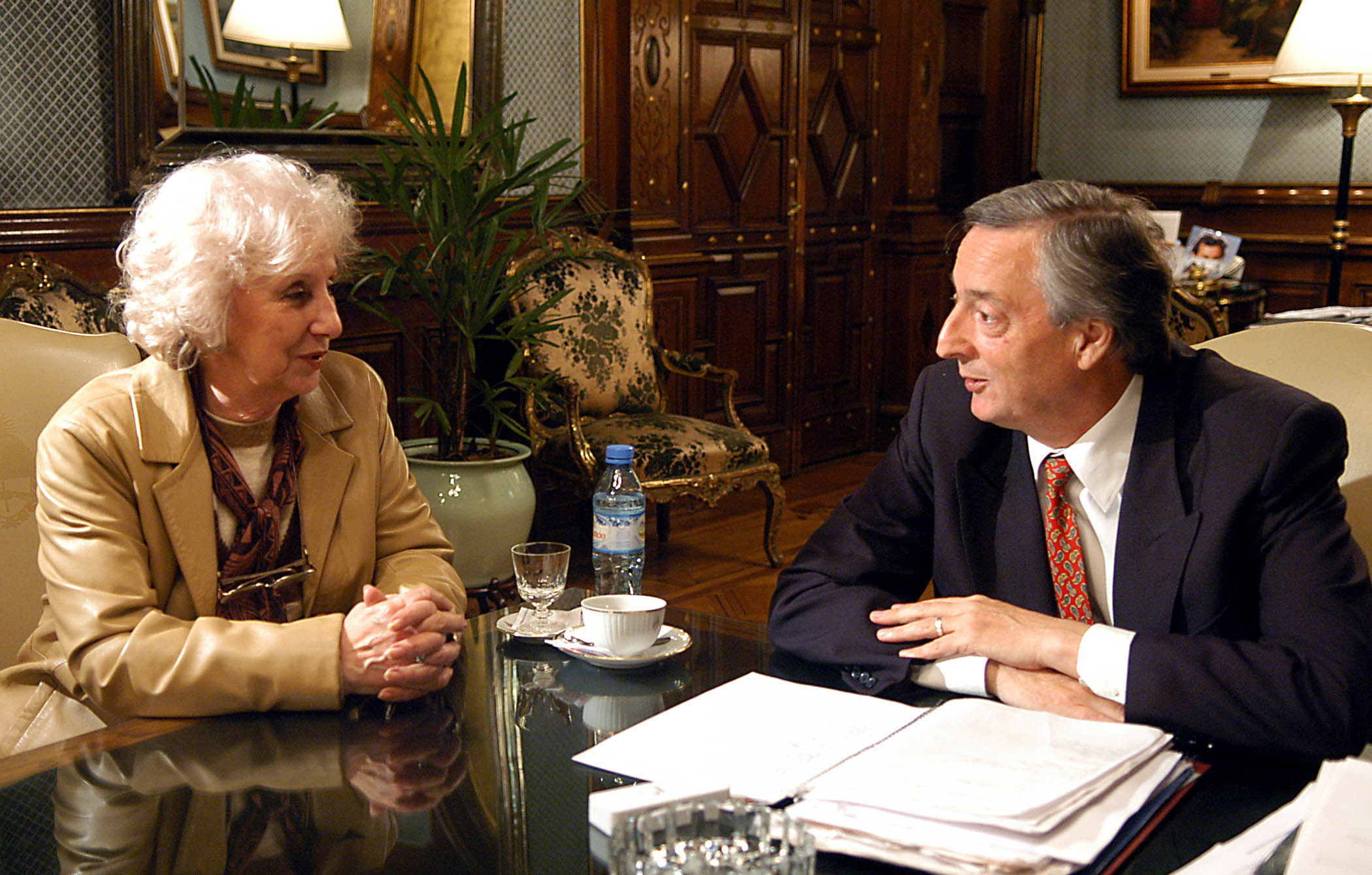
Estela de Carlotto und Néstor Kirchner in der Casa Rosada, Buenos Aires (2006).

Enriqueta Estela Barnes de Carlotto (* 22. Oktober 1930 in Buenos Aires, Argentinien) ist Präsidentin der Vereinigung Großmütter der Plaza de Mayo. Sie bekam 2003 den Menschenrechtspreis der Vereinten Nationen.

## Leben
Enriqueta Estela Barnes de Carlotto wurde am 22. Oktober 1930 in Buenos Aires als Tochter von Miguel Alejandro Barnes und Edwig Frances May Wauer geboren.
Nach dem Abitur heiratete sie Guido Carlotto. Sie war Lehrerin und Direktorin der Colonel Branden National School und Präsidentin der argentinischen Vereinigung nationaler Schulen zur Qualitätssicherung (Junta de Calificación de Escuelas Nacionales). 1978 trat sie den Großmüttern der Plaza de Mayo bei, um nach ihrer schwangeren Tochter Laura Estela (* 21. Februar 1955; † 25. August 1978) zu suchen, die vom 26. November 1977 bis 25. August 1978 verschwunden war. Sie suchte außerdem ihr Enkelkind, das im Juni 1978 in Gefangenschaft geboren wurde.
1978 wurde sie Vizepräsidentin der Großmütter der Plaza de Mayo und ist heute Präsidentin der Vereinigung. Außerdem ist sie Präsidentin des argentinischen Komitees zur Beobachtung und Anwendung der Kinderrechte. 2002 wurde auf ihr Haus ein Anschlag verübt.
Am 5. August 2014 wurde ihr Enkel, den ihre in Gefangenschaft getötete Tochter Laura Guido genannt hatte, zum 114. wiedergefundenen Enkel der Großmütter der Plaza de Mayo. Der 36-jährige Musiker Ignacio Hurban hatte sich auf eigene Initiative hin einem DNA-Abgleich mit der nationalen Datenbank unterzogen, dadurch seine Herkunft festgestellt und wieder seinen Geburtsnamen Guido Montoya Carlotto angenommen.

## Auszeichnungen
- Sie hat Ehrendoktorwürden von verschiedenen argentinischen Universitäten, u. a. von der Universität von Salta[6], sowie von der University of Massachusetts und der Autonomen Universität Barcelona (2005)[7] erhalten.
- 1989 zeichnete die von Danielle Mitterrand gegründete Stiftung France Libertés sie als Wehrhafte Frau anlässlich der Zweijahrhundertfeier der Französischen Revolution aus[7].
- 1990 wurde sie als Mitglied in die Ehrenlegion aufgenommen[7]
- 2003 erhielt sie den Menschenrechtspreis der Vereinten Nationen
- 2004 erhielt sie den Mary Hatwood Futrell Human & Trade Union Rights Award der Bildungsinternationale in Brasilien[8]
- 2007 wurde sie für den Friedensnobelpreis nominiert.[3]